# Kiến Bình, Triều Dương
Kiến Bình (giản thể: 建平县; phồn thể: 建平縣; bính âm: Jiànpíng Xiàn) là một huyện thuộc địa cấp thị Triều Dương, tỉnh Liêu Ninh, Trung Quốc.

### Trấn
| - Diệp Bách Thọ (叶柏寿镇) - Chu Lực Khoa (朱力科镇) - Kiến Bình (建平镇) - Hắc Thủy (黑水镇) - Khách Lạt Thấm (喀喇沁镇) | - Sa Hải (沙海镇) - Vạn Thọ (万寿镇) - Cáp Lạp Đạo Khẩu (哈拉道口镇) - Nhiệt Thủy (热水镇) - Lão Quan Địa (老官地镇) |

### Trấn dân tộc
- Trấn dân tộc Hồi-Bắc Nhị Thập Gia Tử (北二十家子回族镇)

### Hương
| - Phú Sơn (富山乡) - Thâm Tĩnh (深井乡) - Du Thụ Lâm Tử (榆树林子乡) - Cô Sơn Tử (孤山子乡) - Thanh Tùng Lĩnh (青松岭乡) - Dương Thụ Lĩnh (杨树岭乡) - Huệ Châu (惠州乡) | - Mã trường (马场乡) - La Phúc Câu (罗福沟乡) - Thiêu Oa Doanh (烧锅营子乡) - Hướng Dương (向阳乡) - Thái Bình Trang (太平庄乡) - Bạch Sơn (白山乡) - Khuê Đức Tố (奎德素乡) | - Trương Gia Doanh Tử (张家营子乡) - Tiểu Đường (小塘乡) - Bạch Gia Oa (白家洼乡) - Nghãi Thành Công (义成功乡) - Thanh Phong Sơn (青峰山乡) - Bát Gia (八家乡) |

### Hương dân tộc
- Hương dân tộc Mông Cổ Tam Gia (三家蒙古族乡)